# SC Weismain
Der SC Weismain war ein deutscher Fußballverein aus der oberfränkischen Stadt Weismain.

## Geschichte
Der Verein wurde 1922 als FC Weismain gegründet und benannte sich 1945 in SC Weismain um. 1985 erreichten die Weismainer dann die Landesliga Nord, ehe 1995 der Aufstieg in die Bayernliga folgte. Dort wurde der SC Weismain 1996 auf Anhieb Meister und es gelang der Durchmarsch in die Regionalliga Süd. In der damals viergleisigen drittklassigen Regionalliga spielte man unter anderem gegen den 1. FC Nürnberg, die SpVgg Greuther Fürth, Kickers Offenbach, den SV Waldhof Mannheim und den SSV Ulm 1846. Unterstützt wurde der Verein in dieser Zeit von Alois Dechant, einem Bauunternehmer, der damals auch Vereinspräsident war. In der Saison 1996/97 wurde der SC Weismain Siebter und 1997/98 Elfter. Infolge wirtschaftlicher Probleme stieg der SC Weismain in der Saison 1998/99 nach drei Jahren Regionalligazugehörigkeit als Vorletzter in die Bayernliga ab. Dort folgte 1999/2000 ein erneuter Abstieg. Anschließend konnte sich der Verein bis 2002 in der Landesliga halten, ehe er in die Bezirksoberliga abstieg. In der Saison 2003/04 musste der SC Weismain letztendlich Insolvenz anmelden.
Der 2004 gegründete SCW Obermain versteht sich nicht als Rechtsnachfolger des SC Weismain.

## Stadion
Das Waldstadion Weismain wurde 1945 als Sportplatz errichtet und bis 1997 zu einem Stadion mit 17.000 Plätzen ausgebaut. Am 12. April 1997 wurde das erweiterte Stadion beim Regionalligaspiel gegen den Club eingeweiht. Bei diesem sogenannten „Franken-Fußballfest“ wurden sensationelle 17.000 Zuschauer gezählt.

## Ehemalige Spieler
| - Roland Brunner - Armin Eck - Heiko Gröger - Milan Kerbr - Fred Klaus - Frank Kramer | - Dragan Krcmar - Oliver Kröner - Sascha Licht - Amaechi Ottiji - Kosta Rodrigues - Mario Sauerbrey | - Andreas Schöll - Marius Todericiu - Andjelko Urosević - Marc Volke - Thomas Ziemer - Josef Zinnbauer |

## Erfolge
- Aufstieg in die drittklassige Regionalliga Süd: 1996
- Aufstieg in die viertklassige Bayernliga: 1995